# جورج آنتونی
جورج آنتونی (انگلیسی: Georges Anthony) قایقران روئینگ اهل بلژیک بود. وی برنده مدال برنز روئینگ دونفره تک پارو در بازی‌های المپیک تابستانی ۱۹۲۸ شده بود.